# Littérature rwandaise
Au sein de la littérature rwandaise, on peut distinguer plusieurs éléments distincts, selon des lignes de partage différentes.
La première ligne de partage est chronologique. De ce point de vue, en effet, il existe indéniablement une rupture entre les ouvrages publiés avant le génocide de 1994 et ceux publiés depuis.
La deuxième est relative à l'existence d'une très riche littérature relative au Rwanda, mais dont les auteurs ne sont pas des Rwandais. Il n'est question, dans cet article, que des auteurs rwandais. Pour ce qui est d'autres écrivains qui ont écrit au sujet du Rwanda, on se reporte avec profit à la rubrique Génocide des Tutsis au Rwanda.
Enfin, le troisième critère de distinction est, comme dans la plupart des pays d'Afrique, linguistique, en ce sens que, si les écrivains rwandais les plus connus sont francophones, il n'en existe pas moins un vaste corpus en d'autres langues.
La population rwandaise est estimée en 2024 à 14 millions de Rwandais/Rwandaises, contre 8 en 2000, 6 en 1985 et 2 en 1950.

## Aux origines
Il est généralement reconnu que l'ancien royaume du Rwanda (1300c-1961) avait élaboré une littérature orale d'une grande originalité et d'une extraordinaire richesse. Cette littérature peut se diviser en deux catégories principales:
- Tradition royale
- Tradition populaire

### "Les Grands Textes Rwandais"

#### Les textes royaux
En effet, l'érudit rwandais Alexis Kagame (1912-1981, prêtre catholique), à qui la littérature orale de l'ancien Rwanda doit tellement, distingue entre iby'ibwami, les traditions de la cour, et ibyo muri Rubanda, les traditions populaires. Cette distinction parfois subtile permet de réunir une série de textes que l'on peut qualifier d'officiels, car concernant principalement la vie et l'œuvre des rois du Rwanda. Ces textes sont de quatre types :
- Ubucurabwenge, série de listes généalogiques,
- Ibitekerezo, ensemble de mythes,
- Ibisigo, corpus de poèmes,
- Ubwiru, recueil de rituels de magie cérémonielle.

Les trois derniers documents oraux sont, pour ainsi dire, construits autour des listes généalogiques, qui constituent la charpente de toute la tradition rwandaise. Effectivement, les mythes Ibitekerezo relatent la vie et l'œuvre des rois suivant leur ordre chronologique, et nombre dIbisigo consacrent un verset à chaque roi, tandis que le cérémoniaire de lUbwiru dispose que certains rituels doivent être exécutés par le roi qui porte tel nom cyclique.
Par ailleurs, les textes royaux se caractérisent par leur forme figée. Cette caractéristique semble naturelle en ce qui concerne les poésies Ibisigo, qui, une fois composées, étaient apprises par cœur et transmises telles quelles. Les listes généalogiques ne se prêtent pas à la variation , au contraire des prescriptions rituelles de l'Ubwiru. En effet, les textes des rites royaux du Rwanda ancien étaient entièrement transmis oralement et mémorisés, jusque dans leurs détails les plus minutieux, sans qu'il soit permis de changer quoi que ce soit au texte.
Les rois du Rwanda attachaient une grande importance à l'enrichissement et à la conservation des grands textes de la tradition rwandaise. Ces tâches étaient confiées à certaines familles, qui en assuraient la mémorisation et la transmission d'une génération à la suivante, mais toujours sous le contrôle général des rois.

#### La littérature populaire
À côté de ces quatre textes officiels, le Rwanda dispose d'une très riche littérature de type populaire. Il faut préciser que le terme « populaire » ne dénote nullement une littérature de qualité inférieure, mais sert simplement à distinguer celle-ci de la littérature dite « de cour ». L'une est l'expression libre de la créativité rwandaise, l'autre étant un ensemble d'ouvrages dont la confection et la conservation sont contrôlées par l'autorité royale. Certains rwandologues ont établi une distinction entre une littérature savante et une littérature populaire, ce qui tendrait à suggérer que cette dernière soit de qualité moindre. Il n'en est rien : les deux catégories sont distinctes mais également valables et également belles en leurs diverses formes. Il en est pour preuve la collection de récits populaires réalisée par Pierre Smith (Le Récit populaire au Rwanda, 1975), qui a su capter tout le charme et toute la beauté de ce genre.
Parmi les genres littéraires de cette seconde catégorie de textes rwandais, on peut citer les suivants :
- Amateka y'Umuryango, histoires des grandes familles du Rwanda
- Ibyivugo, poésies héroïques
- Indirimbo z'Ingabo, hymnes héroïques et musique militaire
- Amazina y'inka, poésies pastorales
- Imyasiro, poésie cynégétique
- Imigani, proverbes et dictons
- Ibisakuzo, énigmes et devinettes
- Inanga, chants accompagnés à l'inanga, instrument à cordes traditionnel
- Chansons d'amour, berceuses, louanges, etc.

Cette seconde catégorie de la littérature rwandaise n'a pas encore reçu l'attention qu'elle mérite de la part des chercheurs. En effet, Alexis Kagame s'est appesanti sur la littérature officielle, bien qu'il ait réalisé d'importants travaux dans les autres genres également. Nombre d'autres rwandologues se sont généralement inscrits dans la lancée de Kagame et des premiers écrivains missionnaires, si bien que des pans entiers de la littérature orale rwandaise restent encore largement inexplorés.

## L'écriture du Rwanda avant 1994
Le kinyarwanda est la langue bantoue parlée par la quasi-totalité de la population.
Le français est langue administrative depuis 1929.
Les colonisateurs allemands (1894-1916) puis "protecteurs" belges (1916-1961) fournissent des rapports.
Ethnologues européens et Pères blancs présentent une histoire rwandaise ethniste discutable.
Les explorateurs Richard Francis Burton (1821-1890) et John Hanning Speke (1827-1864) évoquent brièvement le pays.
Il n'existe apparemment pas vraiment de roman colonial portant principalement sur la région, Ruanda-Urundi (1923-1962).
Il y a cependant de la littérature pour la jeunesse, avec la bande dessinée Matabaro publiée en langue Kinyarwanda depuis 1954 dans les revues Kinyamateka et Hobes.
Le Burundi connaît des massacres inter-ethniques principalement en 1972 (Ikiza), 1988 et 1993 (Violences ethniques de 1993 au Burundi (en)) . En comparaison, après la violente révolution rwandaise (1956-1962), la situation au Rwanda paraît presque apaisée jusqu'à la guerre civile burundaise (1991-2005).
La presse rwandaise ethniste paraît, depuis l'indépendance jusqu'en 1994, être au premier plan,.

## Après le génocide de 1994

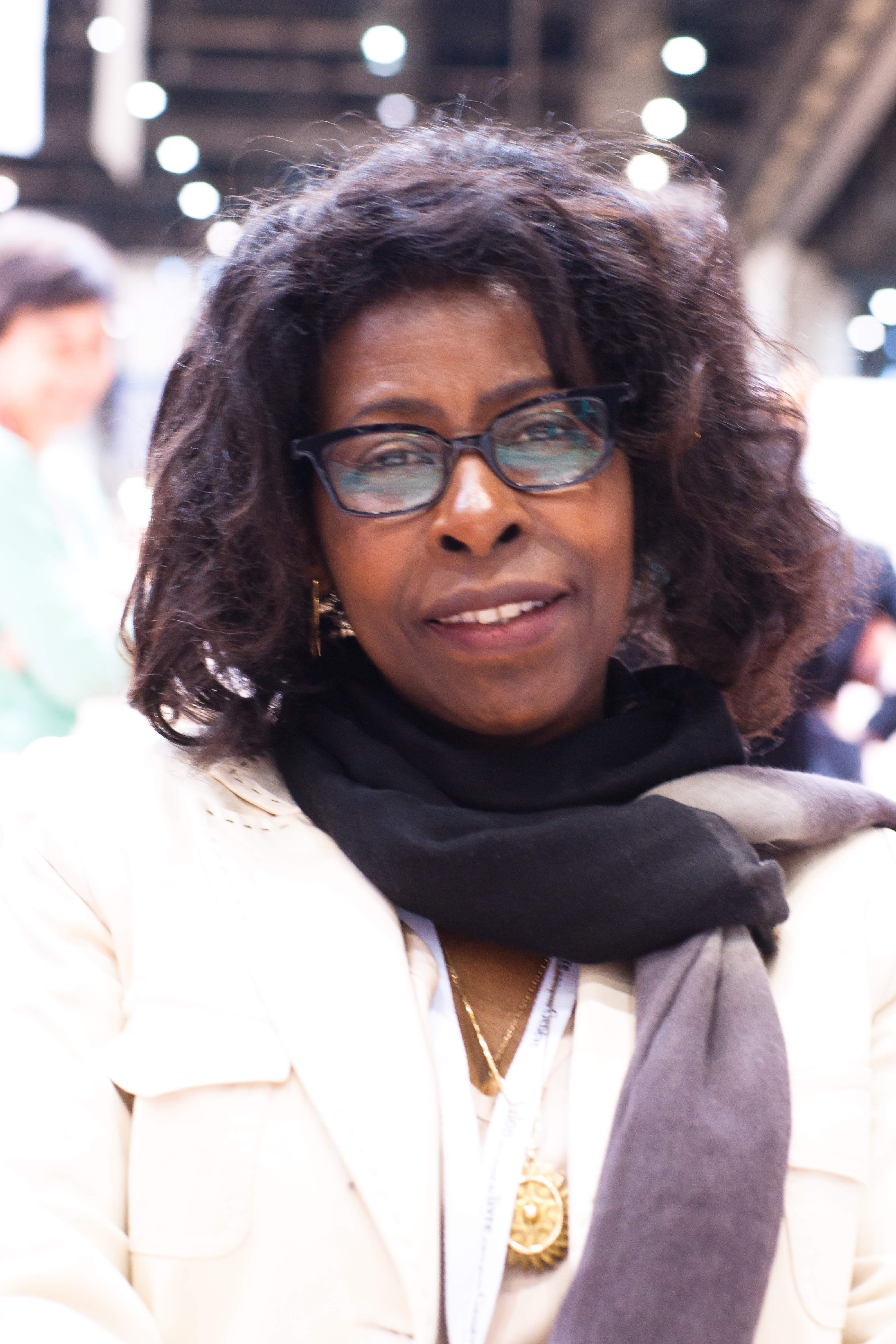
Scholastique Mukasonga

Une abondante littérature de témoignage et d'essais historiques s'est développée après le génocide. Ces rescapés du génocide, parfois des acteurs, veulent accomplir par l'écriture leur devoir de mémoire et faire partager au monde les souffrances qu'ils ont vues et vécues ou faire éclater des vérités parfois contestées, tant les clivages de ce génocide sont encore présents.

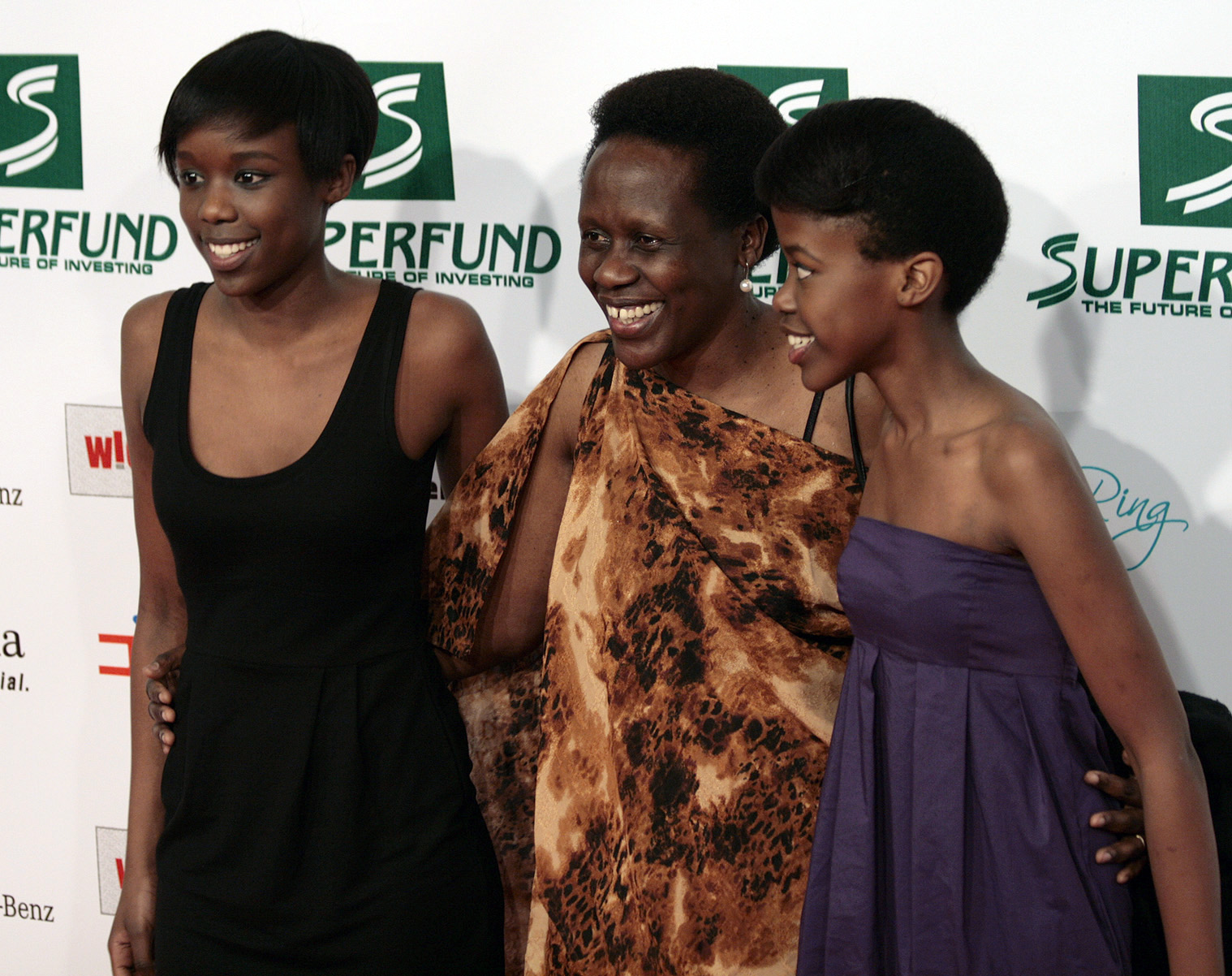
Esther Mujawayo et deux de ses filles (2009)

Yolande Mukagasana, sans doute la plus connue en Europe, Annick Kayitesi, Esther Mujawayo, Révérien Rurangwa ont donné des témoignages particulièrement bouleversants de la folie génocidaire, de la perte identitaire et des difficultés à se reconstruire.
Scholastique Mukasonga a donné un témoignage historique de la montée de la folie génocidaire depuis 1959 jusqu'en 1994. Vénuste Kayimahe, qui a travaillé pendant vingt ans au centre culturel français à Kigali, a produit à la fois un témoignage et un essai historique sur le génocide comme témoin privilégié de l'opération militaire française Amaryllis, décrivant ce qu'il a vu et perçu des « coulisses (françaises) du génocide ».
Des Rwandais de la diaspora, qui parfois ont quitté très jeunes le Rwanda, se sont soudain brusquement interrogés sur leurs origines et les causes du génocide, tel Benjamin Sehene (1959-) dans Le Piège ethnique (1999) ; avec Le Feu sous la soutane (2005), roman inspiré d'une histoire vraie et dénonçant le comportement insoutenable de certains religieux, Benjamin Sehene fut aussi le premier Rwandais à s'attaquer au thème du génocide par le biais de la fiction. En 2008, avec son roman Le Passé devant soi (2008), Gilbert Gatore (1981-) devient le second auteur rwandais à utiliser la fiction pour évoquer le génocide de 1994.
Servilien Sebasoni, membre du FPR, qui a enseigné le français à travers le monde jusqu'en Chine, a écrit une histoire sur les origines du Rwanda (2000) et se propose à travers sa recherche de retrouver l'authenticité culturelle et historique du Rwanda.
Abdul Joshua Ruzibiza (1970-2010), soldat du FPR, se présente comme témoin de l'histoire du conflit du FPR contre les FAR et l'opération Noroît de l'armée française, et prétend, dans un livre controversé, Rwanda, l'histoire secrète (2005), avoir été témoin direct de l'attentat du 6 avril 1994 auquel il aurait participé.
Gaël Faye (1982-), désormais franco-rwandais, rappeur et écrivain, fait bonne figure dans la diaspora rwandaise.

## Institutions
- Maisons d'édition : Éditions Bakame (1995)